# (1548) Palomaa
(1548) Palomaa es un asteroide perteneciente al cinturón de asteroides descubierto el 26 de marzo de 1935 por Yrjö Väisälä desde el observatorio de Iso-Heikkilä en Turku, Finlandia.
Está nombrado en honor de Matti H. Palomaa (1871-1947), profesor de química de la Universidad de Turku.